# The Dandy Warhols
The Dandy Warhols é uma banda rock formada em Portland, Oregon por Courtney Taylor-Taylor  (vocal, guitarra), Zia McCabe (teclado), Peter Holmström (guitarra), e Eric Hedford (baterias) no ano de 1994. Quando Hedford deixou a banda em 1998, Brent De Boer, primo de Taylor-Taylor, substitui-o como baterista. O nome da banda é um jogo de palavras com o nome do artista pop Andy Warhol.

## História
Tudo começou em Portland, Oregon, em 1993, início do declínio da cultura grunge. Pete Holmstrom, guitarrista, passava o tempo todo importunando seu amigo de longa data Courtney Taylor, ex-baterista e também vocalista e guitarrista, para formar uma banda. Quando foi finalmente convencido a entrar na brincadeira, Courtney chamou seu conhecido Eric Hedford para assumir as baquetas e uma menina chamada Zia McCabe, que trabalhava em um café na cidade e não sabia tocar absolutamente nada na época, para assumir o baixo e os teclados. Estava formado o Andy Warhol’s Wet Dream que, sabiamente, teve seu nome mudado para The Dandy Warhols em pouquíssimo tempo.
Em 94, a banda já era razoavelmente conhecida na cidade, e seus shows eram bem concorridos. Era um bom clima para o lançamento da primeira fita demo, com o bizarro título “The Instruction And Incidentals Of Automobile Handling In Four”. Tanto as apresentações da banda quanto a fita encantaram Thor Lindsay, proprietário do selo independente local Tim/Kerr, que chamou os Warhols para fazer parte de seu elenco. A banda aceitou a proposta e, ainda em 94, foi lançado o primeiro single comercial da banda, um cover de “Little Drummer Boy”. O trabalho dividiu o público: alguns acharam-no uma obra-prima, outros, puro lixo pretensioso. Nesse mesmo ano, começaram as gravações para o que seria o primeiro LP da banda, “Dandys Rule, OK!”

## Sexo, Drogas & Velvet Underground
A estreia dos Warhols, em 1995, foi modesta, e não foi muito longe dos arredores de Portland. Produzido por Tony Lash, o disco contava com algumas boas canções pop, como “The Dandy Warhols TV Theme Song”, “(Tony, This Song is Called) Lou Weed” e o single “Ride”, mas o experimentalismo lo-fi, com guitarras sujas e repetitivas e vocais discretos e distantes, era o que predominava. No final do disco, há um épico experimental de 16 minutos chamado “It's A Fast-Driving Rave-Up With The Dandy Warhols Sixteen Minutes”, que acaba sendo emblemático para a banda nesse estágio: apesar de todo o seu potencial, a banda não conseguia se distanciar muito da sombra de bandas como Spaceman 3, My Bloody Valentine e principalmente Velvet Underground, seja em seus momentos mais simples e diretos, seja nas longas viagens experimentais. 
Apesar da repercussão modesta, a banda começava a subir os degraus da longa escada para o sucesso. No final de 95, a banda fez uma grande turnê nos Estados Unidos, e começou a chamar a atenção das grandes gravadoras. Os shows contribuíram muito para isso, e ainda em 95 a banda assinou seu primeiro contrato com uma major: a Capitol.
No ano seguinte, os Dandy Warhols voltaram aos estúdios para gravar o que seria sua estreia pela Capitol. A produção ficaria sob responsabilidade dos próprios Warhols. Mas, segundo fontes extra-oficiais, a banda estava chapada demais para tocar qualquer coisa, e o resultado foi típico de grandes bandas de rock: assim como o Beach Boys nunca lançou “Smile”, as tais gravações nunca viram a luz do Sol de forma oficial. Não se sabe se foi a banda ou a gravadora quem decidiu que o disco não deveria ser lançado, mas o fato é que esse misterioso trabalho foi deixado de lado. Como todo material desse tipo, caiu na Internet com o nome de “Black Album”. Oito anos depois, em 2004, a banda finalmente lança o disco por seu site, junto com uma coletânea chamada Come On Feel The Dandy Warhols – brincadeira com o famoso disco Come On Feel The Lemonheads, da banda de Evan Dando.
Projeto abortado, hora de partir para outra. Com menos drogas e de volta com Tony Lash, os Dandy Warhols retornam ao estúdio, agora para gravar “...The Dandy Warhols Come Down”. O trabalho reflete uma evolução notável em relação a seu antecessor, graças a composições mais complexas e a possibilidade de usar mais recursos – é, estando numa major as coisas ficam mais fáceis. Aos poucos, a banda saia da incômoda sombra do Velvet Underground, e mostrando o que seria, no futuro, sua mais notável característica: a variedade de estilos e ideias que a banda consegue juntar em um mesmo disco. Isso fica claro já em “Come Down", com viagens shoegazers como “Be-In” e “I Love You” convivendo pacificamente com as caipirices de “Minnesoter”.
Em julho de 97 o disco é lançado nos EUA e na Europa, junto com o single “Every Day Should Be A Holiday”, produzida pelo DJ Aquaman – alter-ego do baterista Eric Hedford. O disco acaba sendo bem recebido no velho continente, até mais do que na terra natal dos Warhols. Outro single também é lançado: “Boys Better”.
O maior destaque de “Come Down”, no entanto, foi “Not If You Were The Last Junkie On Earth”, canção que conta com o inacreditável refrão “I never thought you were a junkie because heroin is so passé”. O single, lançado em 98, foi o primeiro dos Dandy Warhols a alcançar o tão almejado top 40 inglês, e seu clipe, dirigido pelo fotógrafo David LaChapelle, se tornou célebre. Toda essa exposição no velho mundo abriu portas para a primeira turnê da banda em solo europeu, ao lado de nomes como Radiohead e Teenage Fanclub.
Após um ano de turnês nos EUA, na Europa e na Austrália, em 99 a banda tira merecidas férias e volta para gravar o que seria o terceiro – ou quarto? – disco da banda. Mas os Warhols não vêm completos para as gravações; apesar das boas vendagens e do sucesso de “Come Down”, Eric Hedford deixou a banda durante a turnê, em virtude de suas divergências com Courtney Taylor. Hedford não aprovava o rumo que a banda vinha tomando, e, segundo as más línguas, o baterista estava cansado de aturar as viagens químicas de seu companheiro de banda. Para segurar as baquetas, entrou Brent DeBoer, primo de Taylor.
Houve, também, uma mudança de nomenclatura: Courtney adicionou mais um “Taylor” a seu nome, se tornando Courtney Taylor-Taylor. A lenda conta que tudo começou com o rapaz ligando para uma amiga. Como ela não estava em casa, ele teve que deixar uma mensagem com sua companheira de apartamento. Quando disse seu nome, a menina não entendeu o “Taylor”, e então ele repetiu o nome. Acontece que a garota entendeu que o nome era, na verdade, Courtney Taylor-Taylor. O vocalista achou a situação hilária, e passou a usar o “Taylor-Taylor” como seu nome artístico.
As gravações do terceiro disco, intitulado “Thirteen Tales From Urban Bohemia”, se estenderam até março de 2000. Não era para menos, uma vez que o disco conta com uma produção luxuosa, cheia de detalhes e nuanças, muito diferente do desleixo lo-fi dos trabalhos anteriores. E não foi apenas a produção que mudou; “Thirteen Tales” é, sem sombra de dúvidas, um disco muito mais maduro, eclético e acessível que “Come Down”, por exemplo. Courtney resolveu deixar de lado a sonoridade dos discos anteriores e passou a trabalhar com as mais variadas influências, desde canções para junkies niilistas (“Solid”) até countries debochados de beira de estrada (“Country Leaver”), passando por viagens psicodélicas semi-acústicas (“Godless”), baladas tristonhas (“Sleep”), Velvet Underground (“Nietzche”), etc. Mas o que mais chamou a atenção no disco foi a existência de canções pops no sentido mais direto da palavra. Músicas como “Cool Scene”, “Get Off”, “Horse Pills” e, principalmente, “Bohemian Like You” eram o passaporte definitivo para a elite do rock alternativo americano, e quem sabe até mesmo para o mainstream.
E o disco acabou indo muito além de seus sucessores. Conquistou crítica e público, ganhou disco de ouro no Reino Unido e de platina na Irlanda, foi citado em praticamente todas as listas de melhores do ano, teve uma turnê de divulgação muito bem sucedida e tudo isso colocou o Dandy Warhols entre as principais bandas de rock alternativo do mundo. A banda conquistava fãs famosos ao redor do mundo, como o Massive Attack, que inclusive remixou a excelente “Godless”, faixa de abertura de “Thirteen Tales”. Mas eles, subitamente, resolveram dar uma reviravolta inesperada em sua trajetória.
O sucessor de “Thirteen Tales From Urban Bohemia”, “Welcome To The Monkey House”, começou a ser gravado em 2002, no estúdio caseiro da banda, em Portland. Com uma ideia na cabeça e algumas bases na bagagem, os Warhols embarcaram para Londres com o intuito de continuar e finalizar suas gravações. Mas, para surpresa geral, não estavam sozinhos: Nick Rhodes, tecladista do Duran Duran, aparecia quase que como um quinto Warhol. E não era apenas uma participação especial; Rhodes seria co-produtor do disco, junto com o próprio Courtney Taylor-Taylor. Mas a lista de ricos e famosos em “Monkey House” não pára por aqui: também participaram do disco Simon Le Bon, a voz do Duran Duran, Evan Dando, dos (o) Lemonheads, e ninguém mais ninguém menos que Ziggy Stardust em pessoa, David Bowie, o próprio. 
Uma pequena pausa para situar o leitor no tempo e no espaço: Duran Duran foi uma banda que fez muito sucesso na década de 1980 com músicas como “Rio”, “Ordinary World” e “Save a Prayer”, e se você foi adolescente na década perdida, provavelmente dançou muito essas músicas nas festinhas da época. 
O som da banda é exatamente o que você está pensando: technopop para as massas, com a bateria entupida de reverb, teclado pseudo-futurista, etc. Mas, apesar dos pesares, a estranheza dessa parceria não se deve aos méritos artísticos de ambas as bandas, mas sim a diferença de sonoridade que havia entre elas.
Mas essa barreira sonora foi desde o início ignorada por Taylor-Taylor e Rhodes. O objetivo dos Warhols não era criar uma continuação para “Thirteen Tales”, mas sim fazer um grande disco de... pop dos anos 80! E, não à toa, um de seus maiores expoentes foi convidado para a produção. E, se esse era o objetivo, a banda atingiu-o em cheio; “Monkey House”, exceto por uma ou duas faixas, soa como uma releitura daquelas velhas canções de festas americanas da época em que o Prince tinha um nome legível. Claro, a capa é uma referência explicita a do primeiro disco do Velvet, há também algumas faixas com influência explicita de Kraftwerk (“The Dope”), mas no geral o disco está mais para Duran Duran do que para Spaceman 3.
As reações, como era de se esperar, foram divididas. Boa parte dos fãs de longa data torceu o nariz para o trabalho, mas a crítica rasgou elogios e elegeu a banda para ser um dos grandes hypes de 2003. O sucesso comercial foi muito superior ao de “Thirteen Tales”, e as faixas “We Used To Be Friends” e “You Were The Last High”, essa última escrita em parceria com Evan Dando, foram muito bem nas paradas europeias. 
Após uma longa turnê mundial, os Dandy Warhols pararam para descansar, mas seu vocalista anunciou seu não tão novo projeto, “Dig!”, um documentário sobre a história de duas bandas: os próprios Warhols e seus vizinhos The Brian Jonestown Massacre. O filme retrata a amizade e a rivalidade entre as duas, em especial a relação de Courtney com Anton Newcombe, líder e único membro constante do BJM. 
A história começa em 1994, quando ambas surgiram, e eram apenas rostos desconhecidos do underground do Oregon. Os dois vocalistas eram amigos, e durante muito tempo ambas as bandas rasgavam elogios e declarações de amor mútuas. Mas suas trajetórias foram bem diferentes; enquanto os Warhols, como foi retratado aqui, mantinham uma formação estável e conseguiam aos poucos emplacar longe de sua cidade natal, o Brian Jonestown Massacre mudava de integrantes como quem muda de roupa e jamais conseguia escapar do rótulo de banda local. Isso tudo gerou um acesso de ciúmes em Anton, que declarou guerra aos Dandy Warhols. Ele chegou a enviar balas de escopeta pelo correio para cada integrante da banda rival com seu respectivo nome (!!!), além de escrever uma canção chamada “Not If You Were The Last Dandy On Earth” – que acabou gerando a conhecida “Not If You Were The Last Junkie On Earth”, do disco “The Dandy Warhols Come Down” – entre várias outras declarações de ódio. Todos os desdobramentos dessa história estão em “Dig”, que foi bastante celebrado mundo afora.
Em 2005 a banda inicia os trabalhos de gravação de um novo disco, ao lado do produtor Gregg Williams, com quem a banda já havia trabalhado antes. O resultado, "Odditorium Or Warlords Of Mars" é lançado em setembro do mesmo ano, recebendo críticas de tons variados: as mais ácidas rejeitaram o disco considerando-o uma continuação piorada de “Welcome To The Monkey House”, enquanto que do outro lado da moeda, apareceram opiniões que preferem ressaltar o fato que a banda continua em seu caminho próprio, sem seguir fórmulas.

## Discografia

### Álbuns de estúdio
- Dandy's Rule OK? (1995)
- ...The Dandy Warhols Come Down (1997)
- Thirteen Tales from Urban Bohemia (2000)
- Welcome to the Monkey House (2003)
- Odditorium or Warlords of Mars (2005)
- Earth to the Dandy Warhols (2008)
- This Machine (2012)
- Distortland (2016)

### Outros
- The Black Album (2004)
- Come On Feel The Dandy Warhols (2004)
- The Dandy Warhols Are Sound (2009)
- Thirteen Tales from Urban Bohemia Live at the Wonder (2014)

### Compilações
- The Capitol Years 1995-2007 (2010)

## Singles
| Ano  | Single                                       | Charts | Charts          | Charts     | Charts | Charts | Charts | Charts | Charts | Álbum                             |
| Ano  | Single                                       | USA    | USA Modern Rock | USA iTunes | UK     | IRL    | BEL    | ALE    | AUS    | Álbum                             |
| ---- | -------------------------------------------- | ------ | --------------- | ---------- | ------ | ------ | ------ | ------ | ------ | --------------------------------- |
| 1995 | "The Dandy Warhols TV Theme Song"            | —      | —               | —          | —      | —      | —      | —      | —      | Dandys Rule, OK?                  |
| 1995 | "Ride"                                       | —      | —               | —          | —      | —      | 41     | —      | —      | Dandys Rule, OK?                  |
| 1997 | "Every Day Should Be a Holiday"              | —      | —               | 50         | 29     | 95     | —      | —      | —      | ...The Dandy Warhols Come Down    |
| 1998 | "Not If You Were the Last Junkie on Earth"   | 116    | 30              | 12         | 13     | 19     | 2      | —      | —      | ...The Dandy Warhols Come Down    |
| 1998 | "Boys Better"                                | —      | —               | 20         | 36     | 54     | —      | —      | 62     | ...The Dandy Warhols Come Down    |
| 1999 | "Good Morning"                               | —      | —               | 23         | 10     | —      | —      | —      | —      | ...The Dandy Warhols Come Down    |
| 2000 | "Get Off"                                    | —      | 34              | —          | 38     | 15     | —      | —      | 48     | Thirteen Tales from Urban Bohemia |
| 2000 | "Bohemian Like You""                         | —      | 22              | —          | 42     | —      | —      | —      | —      | Thirteen Tales from Urban Bohemia |
| 2001 | "Godless"                                    | —      | —               | —          | 66     | 45     | —      | —      | —      | Thirteen Tales from Urban Bohemia |
| 2001 | "Bohemian Like You" (relançado)              | 105    | 21              | 7          | 5      | 17     | 4      | 42     | 38     | Thirteen Tales from Urban Bohemia |
| 2002 | "Get Off" (relançado)                        | —      | -               | —          | 34     | 22     | —      | —      | —      | Thirteen Tales from Urban Bohemia |
| 2003 | "We Used to Be Friends"                      | 95     | 28              | 1          | 16     | 1      | —      | —      | 35     | Welcome to the Monkey House       |
| 2003 | "The Last High"                              | —      | —               | —          | 34     | 10     | —      | —      | —      | Welcome to the Monkey House       |
| 2003 | "Plan A"                                     | —      | —               | —          | 66     | —      | —      | —      | —      | Welcome to the Monkey House       |
| 2005 | "Smoke It"                                   | —      | —               | —          | 59     | 96     | —      | —      | —      | Odditorium or Warlords of Mars    |
| 2005 | "All the Money or the Simple Life Honey"     | —      | —               | —          | 83     | —      | —      | —      | —      | Odditorium or Warlords of Mars    |
| 2006 | "Horny as a Dandy" (feat. Mousse T)          | —      | —               | —          | 17     | 32     | 44     | —      | —      | Horny as a Dandy - CD Single      |
| 2006 | "Have a Kick Ass Summer (Me and My Friends)" | —      | —               | 33         | —      | —      | —      | —      | —      | download digital                  |
| 2007 | "Good Luck Chuck"                            | —      | —               | 61         | —      | —      | —      | —      | —      | download digital                  |
| 2008 | "The World Come On"                          | —      | —               | 15         | —      | —      | —      | —      | —      | ...Earth to the Dandy Warhols     |
| 2008 | "Now You Love Me"                            | —      | —               | —          | —      | —      | —      | —      | —      | ...Earth to the Dandy Warhols     |
| 2008 | "Mission Control"                            | —      | —               | 95         | —      | —      | —      | —      | —      | ...Earth to the Dandy Warhols     |
| 2009 | "Blackbird"                                  | —      | —               | 90         | 38     | 74     | —      | —      | —      | TBA                               |

## Em Portugal
The Dandy Warhols já estiveram em Portugal, participando no festival do Sudoeste de 2004.